# Tour de France de 1971
O Tour de France 1971 foi a 58º Volta a França, teve início no dia 26 de Junho e concluiu-se em 18 de Julho de 1971. A corrida foi composta por 22 etapas, no total mais de 3689 km, foram percorridos com uma média de 36,925 km/h.

## Resultados

### Classificação Geral[1]
| Pos | Nome                 | País          | Tempo       |
| --- | -------------------- | ------------- | ----------- |
| 1   | Eddy Merckx          | Bélgica       | 96h 45' 14" |
| 2   | Joop Zoetemelk       | Países Baixos | 9' 51"      |
| 3   | Lucien Van Impe      | Bélgica       | 11' 06"     |
| 4   | Bernard Thévenet     | França        | 14' 50"     |
| 5   | Joaquim Agostinho    | Portugal      | 21' 00"     |
| 6   | Leif Mortensen       | Dinamarca     | 21' 38"     |
| 7   | Cyrille Guimard      | França        | 22' 58"     |
| 8   | Bernard Labourdette  | França        | 30' 07"     |
| 9   | Lucien Aimar         | França        | 32' 45"     |
| 10  | Vicente Lopez-Carril | ESP Espanha   | 36' 00"     |